# Punta de los Españoles
La punta de los Españoles (en francés: pointe des Espagnols) es el extremo nororiental de la península de Roscanvel, una extensión al norte de la península de Crozon que cierra la rada de Brest. Marca asimismo el extremo suroriental de la bocana de Brest (los otros límites están definido por la punta de los Capuchinos, la punta del Petit Minou y la punta del Portzic).

## Paisaje y entorno
La punta consiste en un acantilado de más de 60 m de altura, en cuya cima y base quedan vestigios de fortificaciones militares y edificios de alojamiento de tropas. Se prolonga hacia el nordeste por la roca de La Cormorandière, marcada por un poste. El estrecho canal situado entre la punta y la roca es donde las corrientes agitan con más fuerza la rada.
Esta posición estratégica frente a Brest ya fue advertida en la época de los duques de Bretaña, que emplazaron allí un fortín en 1387 (ya desaparecido). En 1594, desembarcaron allí unos españoles que solo fueron desalojados tras duros combates. Es de este periodo que la punta obtuvo su nombre.

## Asedio del fuerte Crozon
Durante las guerras de religión, el duque de Mercœur se opuso a Enrique IV. Felipe II, que sostenía y financiaba la Liga Católica, le envió tropas a Bretaña. Los ligueros querían tomar Brest, pero el asedio no fue concluyente ya que la ciudad podía abastecerse del mar. Se decidió pues ocupar la parte sur de la bocana de Brest, en la península de Roscanvel, para así poder dominar la bocana e impedir el paso a los barcos. En marzo de 1594, el capitán español Tomé Paredes, al mando de 400 hombres, hizo erigir un fuerte triangular sobre la punta que hoy lleva el nombre de Punta de los Españoles.
El 15 de octubre de 1594, el mariscal de Aumont, al mando de un ejército formado por 3000 franceses y 2000 ingleses, llegó con la intención de desalojar a los españoles. A pesar de su clara superioridad numérica, solo un mes más tarde, el 18 de noviembre de 1594, logró su objetivo. No sobrevivieron más que 13 combatientes del lado español. Los franceses e ingleses perdieron a más de 3000 hombres durante el mes de combate, entre ellos el marino inglés Martin Frobisher, quien se había distinguido en la Mancha contra la Armada Invencible y quedó herido de muerte en este combate, muriendo días más tarde en Plymouth.
La idea de bloquear la bocana para atacar Brest sería retomada ulteriormente por los ingleses un siglo después durante la batalla de Camaret en 1694.

## Fortificaciones
Las obras de fortificación conocidas son:
- Fortín de los duques de Bretaña (1387) - desaparecido
- Fortín de los Españoles (1594) - desaparecido
- Batería baja (1695) - construida según el plan de Vauban, se trata de una plataforma construida en la mina al pie del acantilado
- Fuerte (1749)
- Torre modelo n.º 1 (1812) - la coronación fue destruida por los alemanes
- Batería de ruptura bajo la roca (1888) - las aspilleras fueron coronadas por blockhaus en 1942
- Batería exterior (1890-1891)
- Polvorines, bodegas y batería interior (1890)
- Batería de DCA (1942)

## Galería

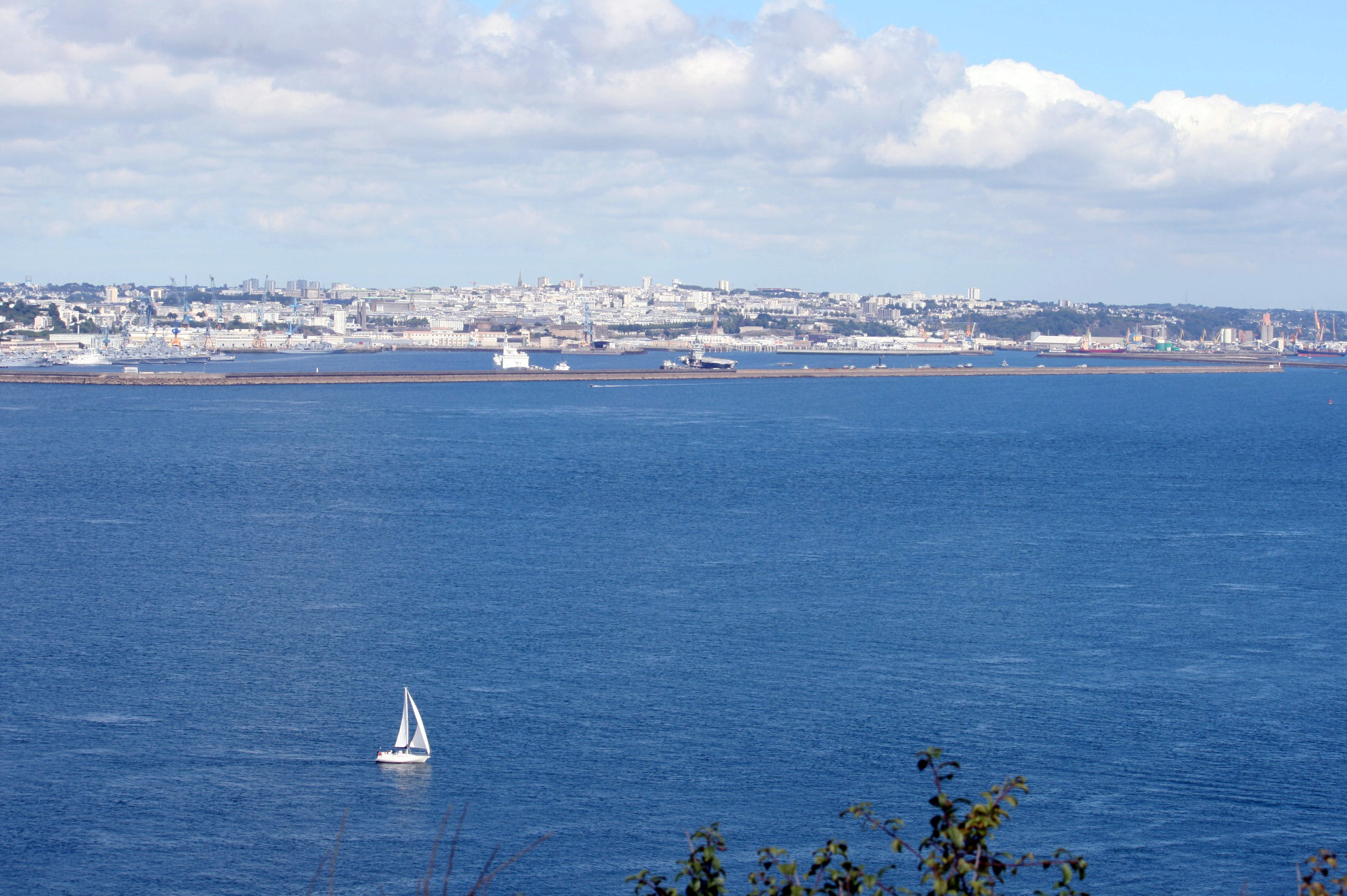
Brest vista desde la punta de los Españoles
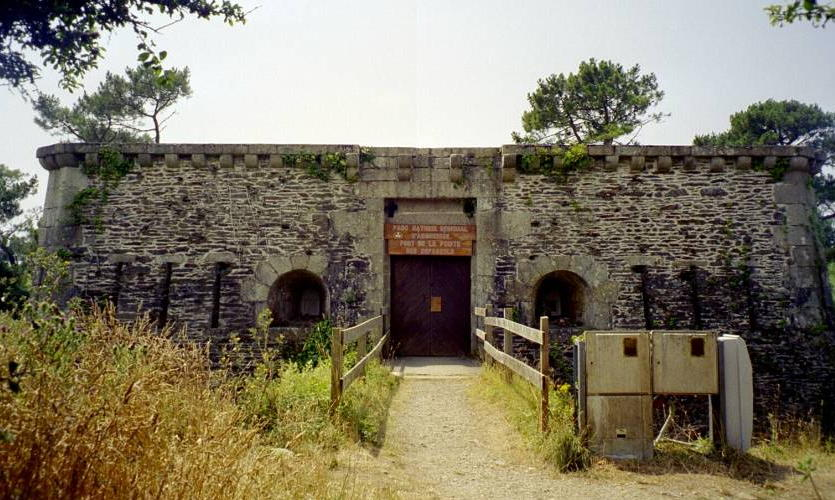
Torre modelo tipo 1811 en la punta de los Españoles